# Antonio del Massaro

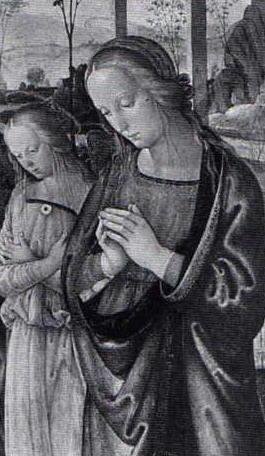
Adorazione del Bambino, (part.), Worcester (Massachusetts, USA), Art Museum.

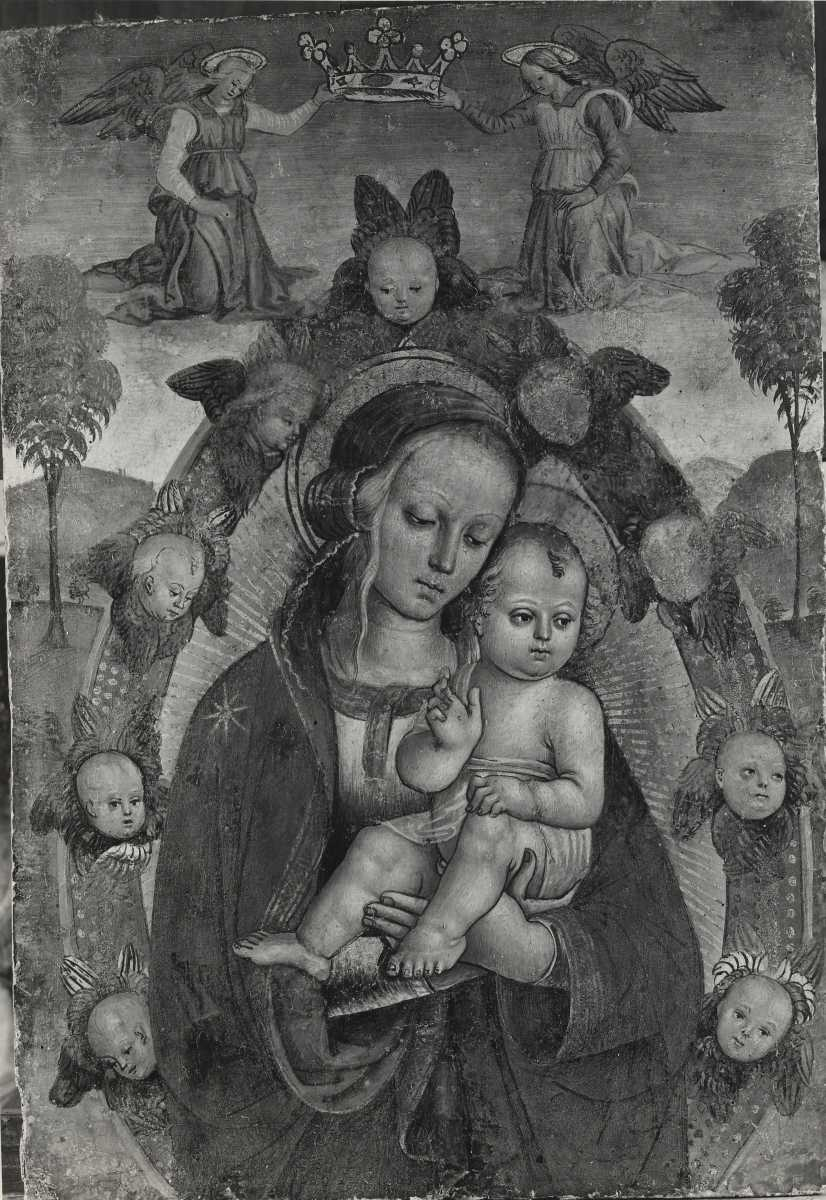
Madonna con Bambino in una corona di serafini, tempera su tavola, Orvieto, Duomo.

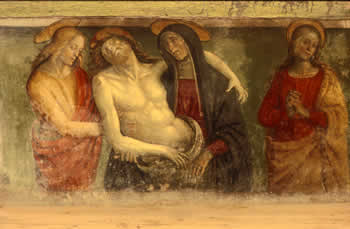
Deposizione, Canino (VT), chiesa di San Francesco.

Antonio del Massaro da Viterbo detto il Pastura (Viterbo, 1450 circa – Viterbo, prima del 1516) è stato un pittore italiano.

## Carriera artistica
La prima notizia relativa al Pastura risale al dicembre del 1478, quando partecipò alla fondazione dell'Arte e università di San Luca dei pittori a Roma. È probabile che a quella data l'artista si trovasse nella città papale già da qualche tempo, anche se la sua prima attività romana è piuttosto incerta. Sicura è la sua partecipazione alla decorazione del Pinturicchio delle stanze del palazzo Borgia in Vaticano. In particolare, sono riferibili alla sua mano la Sala delle Arti Liberali e la Sala dei Mestieri.
A Viterbo ha realizzato il Presepio con i Santi Giovanni Battista e Bartolomeo (Viterbo, Museo Civico). 
Fece poi ritorno a Orvieto, dove la sua presenza è documentata tra il 1497 e il 1499. Nel duomo completò il restauro, già in parte svolto dal Pinturicchio, degli affreschi eseguiti da Ugolino di Prete Ilario.  Sempre nel duomo dipinse una Annunciazione, una Visitazione, una Presentazione al Tempio e una Fuga in Egitto.
Nel 1504 ritornò a Viterbo dove, probabilmente influenzato dall'opera di Luca Signorelli, dipinse San Terenziano, San Rocco e San Sebastiano, conservato nella chiesa di Santa Maria a Capranica.
Dopo la morte di Lorenzo da Viterbo, divenne il maggior esponente della pittura viterbese.
Eseguì l'affresco con i Santi Giovanni Battista, Girolamo e Lorenzo, affine per alcuni aspetti ad Antoniazzo Romano e per altri al Perugino, nel battistero di Santa Maria Nuova a Viterbo e l'edicola con la Madonna col Bambino nel cortile di Palazzo Chigi.
Altra importante opera del Pastura, eseguita tra 1508 e 1509 su commissione del Vitelleschi, è la decorazione del coro del duomo di Tarquinia (VT).

## Fortuna critica
Italo Faldi sottolinea come sia stata singolare la storia della fortuna critica di cui ha goduto il Pastura. Sconosciuto al Vasari, già poco dopo un secolo dalla sua morte si era persa ogni notizia di lui, anche nella sua città natale. Viceversa, in epoca moderna il Pastura ha beneficiato del rilancio del Perugino e del Pinturicchio operato dall'arte purista e prerafaellita dell'Ottocento, a tal punto da essere stato uno dei primi pittori italiani a godere di una monografia agli albori del ventesimo secolo, pubblicata nel 1901 dallo Steinmann.

## Opere
- Italia
  - San Tolomeo e San Romano. Pale facenti parte di un trittico di cui è sparito il pannello centrale. Nepi (VT), Basilica Concattedrale.
  - Madonna in trono con Bambino benedicente tra santi, Amelia (TR), municipio
  - Deposizione, Cristo in pietà con gli strumenti della passione, Canino (VT), chiesa di San Francesco 
  - San Rocco, San Terenziano e San Sebastiano, Capranica (VT), chiesa di Santa Maria
  - Madonna con Bambino in un paesaggio, già Napoli, collezione privata (1926)
  - Madonna con Bambino, Carbognano (VT), Chiesa della Madonna della Valle
  - Coppie di angeli reggenti lo stemma del Duomo, Orvieto (TR), Duomo
  - Presentazione al Tempio, Annunciazione, Visitazione, Orvieto, Duomo (coro)
  - Madonna con Bambino in trono, Orvieto, Museo dell'Opera del Duomo
  - San Sebastiano e donatore, Orvieto, Museo dell'Opera del Duomo
  - Affresco con Santi, Orvieto, chiesa della Santissima Trinità
  - Madonna con Bambino in trono tra Santi, Roma, chiesa di San Cosimato
  - Madonna col Bambino, Roma, Pinacoteca Capitolina 
  - Sacra Famiglia con San Giovannino in adorazione del Bambino, Roma, collezione Rospigliosi
  - Madonna con Bambino tra Santi, Roma, collezione principe Massimo
  - Madonna con Bambino benedicente, Roma, collezione privata
  - Madonna del Latte in trono, Tarquinia (VT), Museo Nazionale
  - Affreschi, Tarquinia (VT), Duomo
  - Madonna con Bambino benedicente tra Santi, Terni, Pinacoteca comunale
  - Madonna con Bambino incoronata da angeli in una mandorla di cherubini, Tuscania (VT), chiesa di Santa Maria del Riposo
  - Madonna con Bambino benedicente in una mandorla di cherubini, Vercelli, Museo Borgogna (già Roma, collezione principe Orsini) 
  - Affreschi, Museo civico, Viterbo (dalla chiesa di San Domenico)
  - Natività, adorazione dei pastori con Santi, Viterbo, Museo civico
  - Stendardo processionale, Museo civico, Viterbo (dalla chiesa di San Clemente)
  - Madonna con Bambino in trono e angeli tra Santi, Museo civico, Viterbo (dalla chiesa di Santa Maria del Paradiso)
  - Orazione nell'orto, Viterbo, Museo civico
  - Edicola affrescata, Viterbo, Palazzo Chigi (Cortile)
  - San Rocco e donatore, Viterbo, chiesa di Sant'Angelo in Spatha (bottega)
  - Affresco, Viterbo, chiesa di Santa Maria Nuova
  - Affreschi votivi, Viterbo, Chiesa di Santa Maria della Peste (bottega)
- Città del Vaticano
  - Allegoria della Retorica, della Musica e della Astrologia, Città del Vaticano, Appartamento Borgia (sala delle Arti Liberali) 
  - Resurrezione, Pentecoste, Assunzione della Vergine, Angeli reggenti lo stemma di Papa Alessandro VI, Città del Vaticano, Appartamento Borgia (sala dei Misteri), come collaboratore del Pinturicchio
- Francia
  - Madonna del Latte tra Santi, Grenoble (Francia), Musée des beaux-arts 
  - Madonna con Bambino benedicente in un paesaggio, già Parigi, collezione Comte D'Hautpoul
- Germania
  - Madonna in trono con Bambino, già Berlino (Germania), Kaiser-Friedrich-Museum (distrutta nel 1945)
- Liechtenstein
  - Madonna con Bambino, due angeli e San Giovannino, Vaduz, Galleria Liechtenstein
- Svizzera
  - Madonna con Bambino, già Lugano (Svizzera), collezione Bruno Scardeoni (1975)
- Stati Uniti
  - Morte di Cristo con Maria e San Giovanni, Atlanta (Georgia), High Museum of Art 
  - Annunciazione, Boston, Fine Art Museum 
  - Madonna in trono con Bambino benedicente in un paesaggio, Cambridge (Massachusetts), Fogg Art Museum dell'università di Harvard 
  - Madonna con Bambino in trono tra Santi, Filadelfia  (Pennsylvania), Museum of Art, John G. Johnson Collection 
  - Madonna con Bambino e due angeli, già New York, Finch College
  - Madonna con Bambino ed i Santi Girolamo e Francesco, New York, Metropolitan Museum of Art 
  - Madonna con Bambino in un paesaggio, Sarasota (Florida), Ringling Museum of Art 
  - Madonna e due angeli in adorazione del Bambino, Worcester (Massachusetts), Art Museum